# Музей Йозефа Альберса
Музей Йозефа Альберса
(нем. Josef Albers Museum Quadrat; также «Квадрат» нем. Quadrat Bottrop) — художественная галерея в городе Боттроп (земля Северный Рейн-Вестфалия), открытая в июне 1983 года; начала своё существование в сентябре 1976 года как краеведческий музей, а затем стала специализироваться на работах художника Йозефа Альберса, родившегося в Боттропе; здание было построено по проекту местного архитектора Бернхарда Кюпперса; основой художественной коллекции послужило пожертвование, в 1979 году, вдовой Альберса музею более трёх сотен его произведений: 85 картин и более 250 графических работ; галерея также проводит временные выставки современного искусства.

## История и описание

### Здание

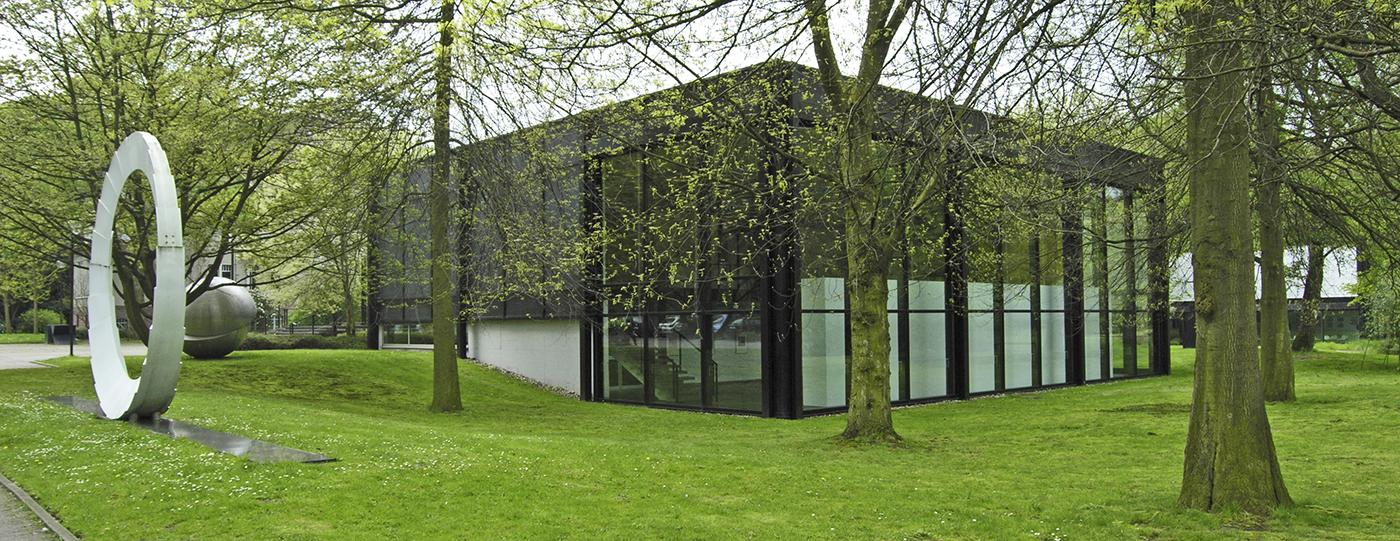
Восточная, из трех площадей. 1976

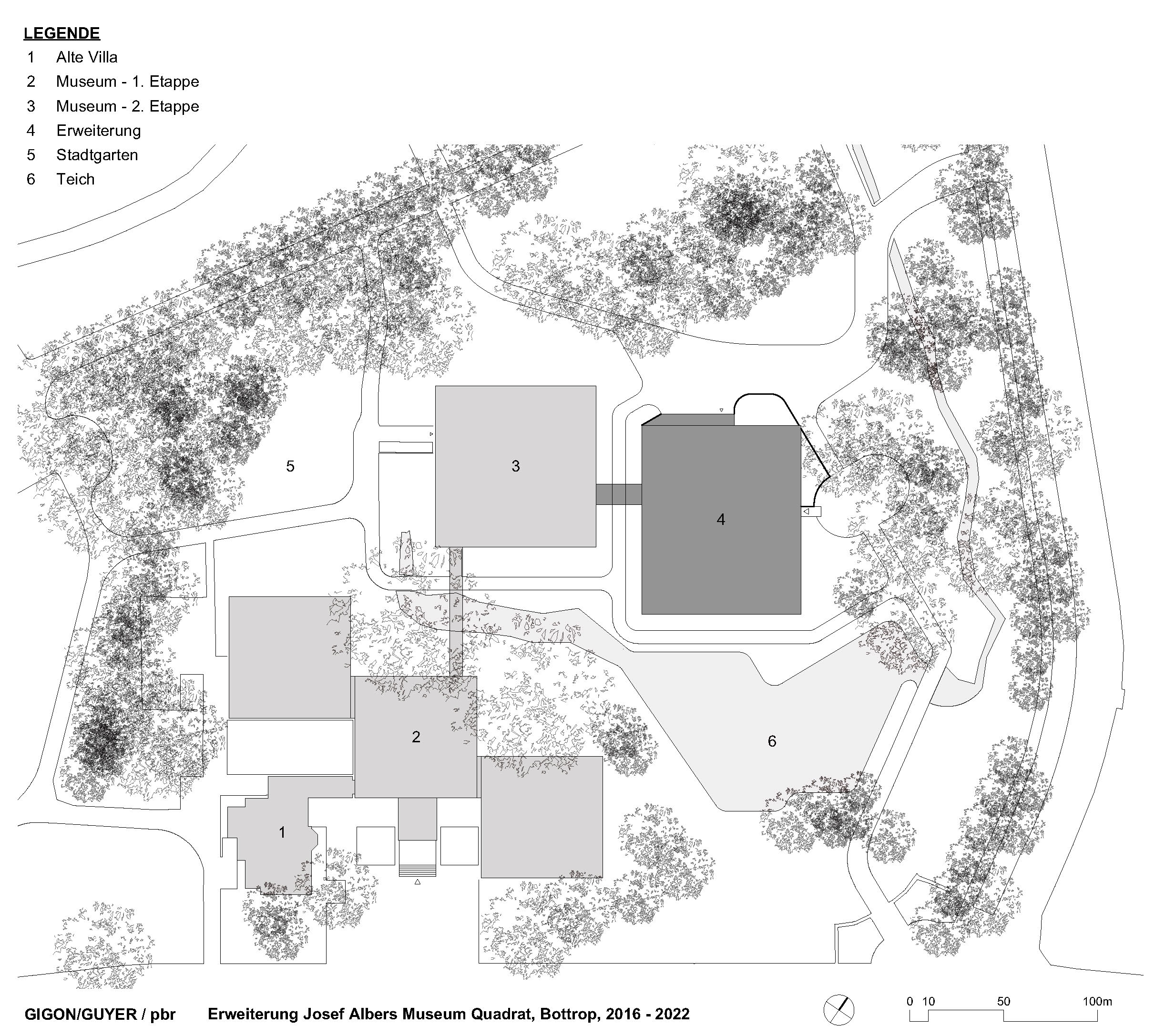
План участка с новыми постройками. 2022

Архитектором здания музея Йозефа Альберса, получившего впоследствии прозвище «Квадрат», являлся местный архитектор и бывший глава строительного отдела Бернхард Кюпперс (1934—2008). С самого начала здание музея задумывалось как квадратное: таким образом предполагалось отдать дань уважения одному из ключевых представителей Баухауса, художнику-визуалисту Йозефу Альберсу, который интенсивно использовал квадратную форму в своём творчестве. Музей в Боттропе был открыт 4 сентября 1976 года как краеведческий музей; в то же время в нём была и небольшая художественная коллекция, состоявшая из серии рисунков и графических работ Альберса, который в 1970 году стал почетным гражданином города. Еще до открытия музея, Альберс умер в США, в марте 1976 года; в 1979 году его жена, Анни, передала в дар музею более 300 его работ — 85 картин и 250 графических произведений — и вскоре было принято решение о расширении музея. Результатом данного расширения и стала сегодняшняя форма «Квадрата» в парке Штадтгартен — совокупности строго структурированных художественных пространств, построенных из стекла и стали и «обрамленных» металлическими скульптурами.
Название «Quadrat» можно отнести, во-первых, к самой известной серии картин Альберса «Hommage to the Square»; во-вторых, к планировке зданий; в-третьих, к четырем отдельным коллекциям, составляющим музей: помимо музея Альберса, это музей древней истории и краеведения, в котором представлены доисторические артефакты, а также и галерея современного искусства, в которой регулярно проводятся выставки современных художников; кроме того в здании разместился и зал для концертов, лекций и иных мероприятий. Открытие нового здания для музея запланировано на осень 2020 года: новый корпус был спроектирован цюрихскими архитекторами из бюро «Gigon Guyer Architekten»; он будет соединен с существующим музеем специальным мостом.

### Коллекция и деятельность
Постоянная художественная экспозиция музея Йозефа Альберса является самой большой коллекцией данного художника в мире. Она включает в себя работы всех периодов его творчества: это и ранние экспрессионистские произведения, и автопортреты, и пейзажи, и работы на стекле, и гравюры, и известная серия «Hommage to the Square», в который автор исследовал феномен цвета. В 2013 году, благодаря пожертвованиям как со стороны правительства земли Северный Рейн-Вестфалия, так и от частных лиц, музеем было приобретено ещё семь картин Альберса, вдохновленных его поездками в Мексику. Через два года, в 2015, музей приобрел 27 произведений, созданных Альберсом с использованием фотомонтажа в период с 1930-х по 1950-е годы — музей получил необходимые финансовые средства за счёт специальных грантов.
В старой части «Квадрата», которая являлась ранее местной виллой, хранятся коллекции по истории региона, по местной истории (Heimatmuseum), минеральная коллекция, связанная с добычей полезных ископаемых, и располагается отдельный «Зал ледникового периода». Последнее собрание включает в себя скелеты вымерших животных (в том числе и скелет мамонта) и коллекцию орудий труда эпохи неандертальцев — оно является одним из ключевых в Европе. Многие из экспонатов были обнаружены во время строительных работ в Рурской области: например, при строительстве дорог, плотин, каналов и карьеров. В период с 2011 по 2013 год помещения для данной музейной коллекции были реконструированы за общую сумму в 500 000 евро — за счет городского бюджета и общегерманского фонда «Konjunkturpaket II»; кроме того были задействовано финансирование от земельного Фонда охраны природы и культуры Северного Рейна-Вестфалии (NRW-Stiftung), на сумму в 125 000 евро.
В результате поддержки в размере 150 000 евро, полученной от фонда «RAG-Stiftung» (Ruhrkohle AG), второй этап реконструкции музея был реализован в 2013 году, включая и реконструкцию музейных интерьеров. В результате, естественная история (геологическая эволюция от каменноугольного периода до постиндустриальной современности) стала представлена на площади около 200 м² на первом этаже бывшей виллы. Верхний этаж стал посвящен историческому развитию: от древней и ранней истории (с коллекцией, сфокусированной на находках в местных гробницах) через Средние века до индустриализации и современной истории города Боттроп.
В музее действует и выставочный центр, посвящённый конструктивизму, конкретному искусству и концептуализму; в ней проходили выставки Макса Билля, Рихарда Пауля Лозе и Гюнтера Юккера (Günther Uecker) — а также выставлялись работы Пабло Пикассо, Пауля Клее, Марка Шагала, Оскара Кокошка и Эмиля Нольде; помимо этого художественная фотография является одной из частей выставочной политики галереи. Раз в год здесь также проводится выставка работ местных художников.
Вокруг здания музея, в городском парке Штадтгартен, находится свободно доступная площадь со скульптурами «Skulpturenpark Quadrat Bottrop». На ней представлены работы Макса Билля, Вальтера Декселя, Германа Глекнера, Фридриха Граселя, Дугласа Абделла, Эрвина Гериха, Эрнста Германна, Дональда Джадда, Норберта Крике, Марчелло Морандини, Ханса Штайнбреннера (1928—2008) и Бернара Венета.

## Награды
- 2006: «Музей года» — Германское отделение, Международная ассоциация искусствоведов (AICA): за «умную и независимую от модных течений выставочную концепцию» и необычное смешение краеведения и современного искусства[3].